# Бегишевское
Бегишевское (сибирскотат. 
Тубысы) — село в Вагайском районе Тюменской области, входит в состав Бегишевского сельского поселения.
Селение носит название по имени татарского князя Бегиша, в 1584 года Ермаком во время похода вверх по Иртышу, взял городок князя.

## География
Деревня находится на берегу озера Будановское. Автобусное сообщение.

## Население
| 2010 |
| ---- |
| 246  |